# Chả giò

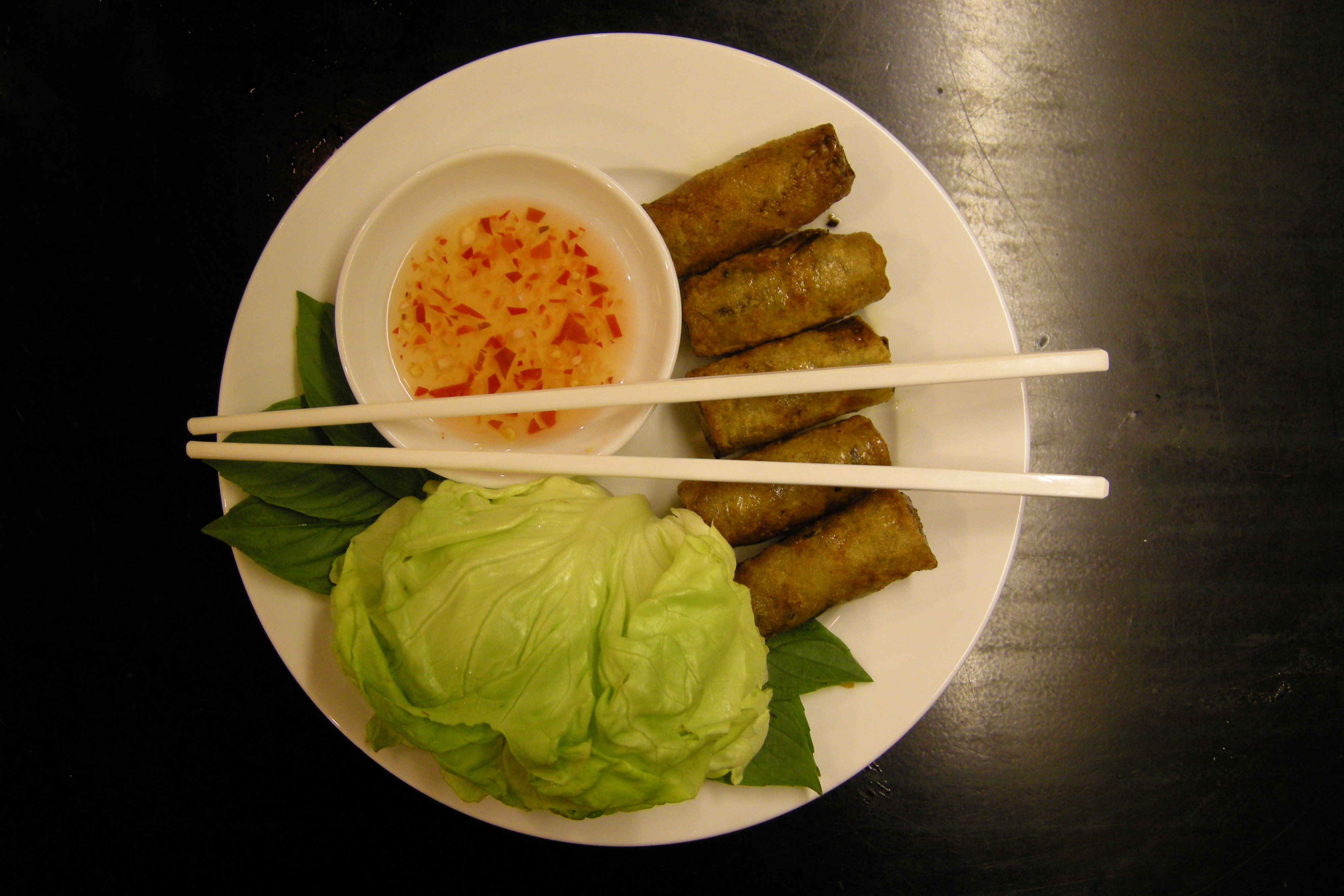
Chả giò met sla en Nước chấm (dipsaus). De rolletjes worden vaak in sla gewikkeld voor consumptie.

De chả giò (Vietnamees: Chả giò of nem rán) is een gerecht uit de Vietnamese keuken dat ook in de westerse wereld bekendheid geniet. Het is een kleine loempia, gevuld met gewoonlijk gekruid gehakt, groenten en vermicelli of glasmie. Het verschil met andere loempia's is dat chả giò gevouwen wordt in nat rijstpapier (bánh tráng). Deze wordt gefrituurd en vaak geserveerd met een saus. Doordat het rijstpapier vochtig is wordt deze in de frituur extra krokant. In Europa wordt deze gegeten als snack en als voorafje. De Vietnamese loempia zoals deze in Nederland wordt verkocht is van het gerecht afgeleid.
Chả giò rế is een variant waarbij de rolletjes nog kleiner zijn en gewikkeld in rijstvermicelli-papier (bánh hỏi). Deze zijn kleiner en brosser.
Gỏi cuốn is een variant gevuld met garnalen. Deze wordt rauw gegeten.